# Slug (Einheit)
Slug war eine Masseneinheit im englischen technischen Einheitensystem.

## Definition
Das Slug war definiert als die Masse, die um 1 ft/s2 beschleunigt wird, wenn auf sie eine Kraft von 1 pound-force ausgeübt wird.
1 Slug ≈ 32,174 Pounds ≈ 14,594 kg
Der Zahlenwert 32,174 ist der Wert der Normfallbeschleunigung, wenn sie in ft/s2 ausgedrückt wird.
Der exakte Wert ist
{\displaystyle \mathrm {1\;Slug={\frac {9{,}806\,65\ m/s^{2}\cdot 0{,}453\,592\,37\ kg}{0{,}3048\ m/s^{2}}}={\frac {8\,896\,443\,230\,521}{609\,600\,000\,000}}kg} }.

## Verwandte metrische Einheit
Die entsprechende Einheit des metrischen Technischen Maßsystems war das Hyl und wurde auch als metrisches Slug bezeichnet:
1 Slug metric = 9,80665 kg = 1 Hyl oder 1 Kilohyl (je nach Definition des Hyl)
Dies entspricht der Masse, die um 1 m/s2 beschleunigt wird, wenn auf sie eine Kraft von 1 kilopond ausgeübt wird.